# Gokoku-Schrein
Gokoku-Schreine (japanisch 護国神社, meist als Kyūjitai: 護國神社 gokoku-jinja, deutsch „Schreine zur Verteidigung des Landes“) sind Shintō-Schreine, in denen Soldaten und andere Militärpersonen als Kami verehrt werden, die in Kriegen auf japanischer Seite gefallen sind. Sie sind dafür individuell namentlich in den Registern der jeweiligen Schreine verzeichnet.
Bis zu einer Verordnung des Heimat-Ministeriums aus dem Jahr 1939 waren diese (ca. 110) Schreine mehrheitlich als shōkonjō (招魂場, deutsch „Orte zur Herbeirufung der Seelen“) bzw. ab 1875 einheitlich als shōkonsha (招魂社, deutsch „Schreine zur Herbeirufung der Seelen“) bekannt. Ursprünglich waren sie errichtet worden für die seit den späten 1840ern bis in die Wirren der Meiji-Restauration Gefallenen, zumeist (bzw. ab 1875 nur noch) Loyalisten auf der Seite des Tennō. Es existierten sowohl private als auch öffentliche shōkonsha. Die öffentlich geführten Schreine der Regierungsbezirke, Daimyate und Präfekturen wurden 1873/1874 in die Verwaltung der Zentralregierung überführt.
Die ersten shōkonsha wurden zum Ende des Shōgunats Mitte der 1860er gebaut. 1868 wurde der Bau eines nationalen shōkonsha für alle die Soldaten angeordnet, die für Japan gefallen waren. Dies sollte der spätere Yasukuni-Schrein werden, der noch heute diese Funktion erfüllt. Er ist auch der einzige dieser Schreine, der je einen Rang (shakaku) im damaligen offiziellen Rangsystem der Schreine erhielt, obwohl sie alle jeweils nach ihrer Wichtigkeit finanzielle Unterstützung von der Regierung erhielten.
Mit der Verordnung des Innenministeriums 1939 wurden die shōkonsha nicht nur in gokoku-jinja umbenannt, sondern auch in designierte und nicht designierte Schreine unterteilt. Die Schreine der ersteren Klasse wurde so ausgewählt, dass jeweils nur einer pro Präfektur existierte. Zu den darin verehrten Kriegstoten gehörten prinzipiell auch nur Japaner aus der jeweiligen Präfektur.
Nach Ende des Zweiten Weltkriegs organisierten sich die Gokoku-Schreine wie die meisten anderen Schreine auch in der Dachorganisation Jinja-Honchō als unabhängige religiöse juristische Personen neu.
| Name                            | Kanji              | Ort        | Bild |
| ------------------------------- | ------------------ | ---------- | ---- |
| Hakodate-Gokoku-Schrein         | 函館護國神社       | Hakodate   |      |
| Sapporo-Gokoku-Schrein          | 札幌護國神社       | Sapporo    |      |
| Hokkaidō-Gokoku-Schrein         | 北海道護國神社     | Asahikawa  |      |
| Fukushima-ken-Gokoku-Schrein    | 福島縣護國神社     | Fukushima  |      |
| Miyagi-ken-Gokoku-Schrein       | 宮城縣護國神社     | Sendai     |      |
| Yamagata-ken-Gokoku-Schrein     | 山形縣護國神社     | Yamagata   |      |
| Iwate-Gokoku-Schrein            | 岩手護國神社       | Morioka    |      |
| Akita-ken-Gokoku-Schrein        | 秋田縣護國神社     | Akita      |      |
| Aomori-ken-Gokoku-Schrein       | 青森縣護國神社     | Hirosaki   |      |
| Chiba-ken-Gokoku-Schrein        | 千葉縣護國神社     | Chiba      |      |
| Saitama-ken-Gokoku-Schrein      | 埼玉縣護國神社     | Saitama    |      |
| Gunma-ken-Gokoku-Schrein        | 群馬縣護國神社     | Takasaki   |      |
| Tochigi-ken-Gokoku-Schrein      | 栃木縣護國神社     | Utsunomiya |      |
| Ibaraki-ken-Gokoku-Schrein      | 茨城縣護國神社     | Mito       |      |
| Yamanashi-ken-Gokoku-Schrein    | 山梨縣護國神社     | Kōfu       |      |
| Shizuoka-ken-Gokoku-Schrein     | 靜岡縣護國神社     | Shizuoka   |      |
| Aichi-ken-Gokoku-Schrein        | 愛知縣護國神社     | Nagoya     |      |
| Gifu-Gokoku-Schrein             | 岐阜護國神社       | Gifu       |      |
| Nōhi-Gokoku-Schrein             | 濃飛護國神社       | Ōgaki      |      |
| Hida-Gokoku-Schrein             | 飛騨護國神社       | Takayama   |      |
| Nagano-ken-Gokoku-Schrein       | 長野縣護國神社     | Matsumoto  |      |
| Mie-Gokoku-Schrein              | 三重縣護國神社     | Tsu        |      |
| Niigata-ken-Gokoku-Schrein      | 新潟縣護國神社     | Niigata    |      |
| Toyama-ken-Gokoku-Schrein       | 富山縣護國神社     | Toyama     |      |
| Ishikawa-Gokoku-Schrein         | 石川護國神社       | Kanazawa   |      |
| Fukui-ken-Gokoku-Schrein        | 福井縣護國神社     | Fukui      |      |
| Shiga-ken-Gokoku-Schrein        | 滋賀縣護國神社     | Hikone     |      |
| Kyōto-Ryōzen-Gokoku-Schrein     | 京都霊山護國神社   | Kyōto      |      |
| Ōsaka-Gokoku-Schrein            | 大阪護國神社       | Osaka      |      |
| Hyōgo-ken-Kōbe-Gokoku-Schrein   | 兵庫縣神戸護國神社 | Kōbe       |      |
| Hyōgo-ken-Himeji-Gokoku-Schrein | 兵庫縣姫路護國神社 | Himeji     |      |
| Nara-ken-Gokoku-Schrein         | 奈良縣護國神社     | Nara       |      |
| Wakayama-ken-Gokoku-Schrein     | 和歌山縣護國神社   | Wakayama   |      |
| Okayama-ken-Gokoku-Schrein      | 岡山縣護國神社     | Okayama    |      |
| Bingo-Gokoku-Schrein            | 備後護國神社       | Fukuyama   |      |
| Hiroshima-Gokoku-Schrein        | 廣島護國神社       | Hiroshima  |      |
| Yamaguchi-ken-Gokoku-Schrein    | 山口縣護國神社     | Yamaguchi  |      |
| Matsue-Gokoku-Schrein           | 松江護國神社       | Matsue     |      |
| Hamada-Gokoku-Schrein           | 濱田護國神社       | Hamada     |      |
| Tottori-ken-Gokoku-Schrein      | 鳥取縣護國神社     | Tottori    |      |
| Tokushima-ken-Gokoku-Schrein    | 徳島縣護國神社     | Tokushima  |      |
| Kagawa-ken-Gokoku-Schrein       | 香川縣護國神社     | Zentsūji   |      |
| Ehime-ken-Gokoku-Schrein        | 愛媛縣護國神社     | Matsuyama  |      |
| Kōchi-ken-Gokoku-Schrein        | 高知縣護國神社     | Kōchi      |      |
| Fukuoka-ken-Gokoku-Schrein      | 福岡縣護國神社     | Fukuoka    |      |
| Saga-ken-Gokoku-Schrein         | 佐賀縣護國神社     | Saga       |      |
| Ōita-ken-Gokoku-Schrein         | 大分縣護國神社     | Ōita       |      |
| Kumamoto-ken-Gokoku-Schrein     | 熊本縣護國神社     | Kumamoto   |      |
| Miyazaki-ken-Gokoku-Schrein     | 宮崎縣護國神社     | Miyazaki   |      |
| Nagasaki-ken-Gokoku-Schrein     | 長崎縣護國神社     | Nagasaki   |      |
| Kagoshima-ken-Gokoku-Schrein    | 鹿児島縣護國神社   | Kagoshima  |      |
| Okinawa-ken-Gokoku-Schrein      | 沖縄縣護國神社     | Naha       |      |